# Moody Blues
The Moody Blues var et engelsk rock gruppe, der stammer fra Birmingham, England. Gruppen blev oprindeligt dannet i 1964 af Michael Pinder og Ray Thomas sammen med Denny Laine, Graham Edge og Clint Warwick. Gruppens oprindelige navn var MB 5, opkaldt efter en engelsk øl, men med gruppens succes og bryggeriets manglende vilje til at engagere sig, blev MB til Moody Blues.
Under pladeselskabet Decca fik gruppen et kæmpe-hit med singlen Go Now (1964), der nåede hitlisterne på henholdsvis nummer 1 i England og 10 i U.S.A. Gruppen spillede på dette tidspunkt bluesbaseret musik. Efter en række mindre succesfulde singler forlod Warwick, Laine og Clarke gruppen. I deres sted kom John Lodge og Justin Hayward og man besluttede sig for at skifte spor og lave en symfonisk rockmusik, baseret på mellotron og fløjte (spillet af henholdsvis Pinder og Thomas).
Gruppen skiftede til Deram Records (der faktisk hørte under Decca) og indspillede her et konceptalbum, der handlede om en almindelig dag, i en blanding af rock, pop og symfonisk musik med ledsagemusik af London Festival Orchestra. Pladen Days of Future Passed (1967), der var noget af en satsning for både gruppe og pladeselskab, blev en kæmpesucces og spyede to hits, Forever Afternoon, der bedre kendes som Tuesday Afternoon, og den nu klassiske Nights in White Satin, som senere, i 1972, blev nummer 1 i U.S.A.
Med denne succes fulgte en række plader, der cementerede gruppens succes. Særlig kendt blev i sin tid A Question of Balance (1970), der nåede tredjepladsen og førstepladsen i henholdsvis den amerikanske og britiske hitliste, og hvor sangene Question og Melancholy Man var meget populære.
Ved indspilningen af deres syvende plade, Seventh Sojourn – der ramte nummer 1 både i USA og England – var gruppen imidlertid slidt op og medlemmerne gik hver til sit. Opslidningen skyldtes ikke mindst, at gruppen nu fungerede som et multimillion-firma med eget pladeselskab, Threshold Records, som de skabte i 1969.
Hayward og Lodge lavede en yderst succesfuld plade, Blue Jays, i 1975. I 1977 gendannedes gruppen med Patrick Moraz som Pinders afløser på turneerne. Lyden blev mindre symfonisk, men gruppen kunne stadigvæk hitte – som med Long Distance Voyager (1981), som gik top 5 i England og sangen Your Wildest Dreams (1986), som blev et top 10-hit i U.S.A. Gruppen har fortsat med at indspille plader og turnere.

## Diskografi
- Go Now! (1965)
- The Magnificent Moodies (1966)
- Days of Future Passed (1967)
- In Search of the Lost Chord (1968)
- On the Threshold of a Dream (1969)
- To Our Children's Children's Children (1969)
- Question of Balance (1970)
- Every Good Boy Deserves Favour (1971)
- Seventh Sojourn (1972)
- Caught Live + 5 (1977) (live + studio)
- Octave (1978)
- Long Distance Voyager (1981)
- The Present (1983)
- The Other Side of Life (1986)
- Sur La Mer (1988)
- Journey Through Time (1990) (opsamling)
- Keys of the Kingdom (1991)
- A Night at Red Rocks (1993) (live)
- Time Traveller (1994) (5-CD box, senere udgave 4-CD)
- Strange Times (1999)
- Melancholy Men (2000) (live)
- Live at Red Rocks [Deluxe Edition] (2002) (live)
- Journey Into Amazing Caves (2001) (soundtrack)
- December (2003)